# Giurgiuleşti
Giurgiuleşti ([d͡ʒjurd͡ʒjuˈleʃtʲ]) es una localidad de Moldavia del distrito (raión) de Cahul. Es un punto de cruce fronterizo con Rumania, ubicada a 10 km de Galați.

## Geografía
Se encuentra a una altitud de 41 m s. n. m. a 219 km de la capital nacional, Chisináu. La localidad constituye el punto extremo meridional de Moldavia, y se ubica en la margen izquierda del río Prut, a menos de un kilómetro de su confluencia con el Danubio.

## Economía
Moldavia tiene vecina a la localidad una ribera sobre el río Danubio de menos de 500 metros. En ese estrecho frente se ubica el único puerto con salida marítima del país, ya que mediante un trayecto de unos 60 km por el tramo final del Danubio, los barcos pueden salir al Mar Negro. El puerto cuenta con una terminal petrolera construida entre 1996 y 2006.

## Demografía
En el censo 2014 el total de población de la localidad fue de 2 866 habitantes.